# Ramogi hill
Ramogi hill ou Got Ramogi (« colline de Ramogi ») est une colline boisée qui a la forme d'un v romain ouvert dans sa partie boréale. Elle est située sur l'équateur en bordure du marais de Yala et culmine à 1 318 m dans sa partie ouest. 

## Histoire
Got Ramogi est le lieu historique où les premiers Luo, du clan des jo Ugenya et emmenés par Ajwang' Ramogi, arrivés dans la région du Kavirondo (Nyanza) au XVIe siècle construisent leur gunda bur (village protégé par un talus de terre) avant de se disséminer dans tout ce Kavirondo.
Bien que le ministère des Forêts, des Mines et du Sol (Ministry of Forests, Mines and Lands) gère le lieu depuis 1960, ce dernier n'a jamais été répertorié officiellement comme zone à protéger.

## Légendes
Plusieurs légendes, concernant le lieu, circulent parmi les Luo, entre autres :
- la pierre à aiguiser (rapogi) : elle est toujours entourée de petits pots traditionnels en terre cuite (agulu). Elle est censée trembler avant un orage ;
- le Mhure (« mvule » ou « arbre iroko ») à double pied : il est censé avoir englouti la hache d'un ennemi des Luo qui voulait l'abattre ;
- l'antre du python (omieri) entouré de grands pots traditionnels en terre cuite (asumbi) : il est considéré comme habitant la colline et ne partir que lorsque les aînés (jagondo) vont le supplier de retourner dans le lac Victoria (Lolwe) ;
- les roches de la vache et de son veau : elles sont réputées avoir donné vie au peuple des Luo ;
- la pierre à moudre (pong') : elle est censée avoir nourri le peuple des Luo.

Devenu mythique, la colline attire aussi bien le mouvement religieux Legio Maria, qui vient y puiser de l'« eau bénite », que des personnalités politiques cherchant une bénédiction avant et après une élection.

## Intérêt écologique
Tout comme la forêt de Kakamega, Ramogi hill est un restant de la forêt tropicale humide qui s'étendait de l'océan Atlantique (Guinée) à l'océan Indien (Kenya).
Les arbres présents tels Albizia tanganyicensis, Balanites aegyptiaca, Tamarindus indica et plusieurs espèces d'Acacia  font partie de cette forêt primaire équatoriale.
En juin 1994, une évaluation de la biodiversité a répertorié plus d'une centaine de plantes différentes, douze espèces de mammifères, quatre de reptiles, trois d'amphibiens et soixante-quatre d'oiseaux.

## Danger pour l'écosystème
Une ligne électrique à moyenne tension atteint déjà le sommet de la colline (qui ne possède aucune habitation). Les communautés locales, avec l'appui du Dominion Group, projettent d'y bâtir un hôtel de luxe constitué de cottages.